# Foursquare
Foursquare is een location-based services bedrijf opgericht in 2009 door Dennis Crowley en Naveen Selvadurai. Crowley bedacht eerder het soortgelijke project Dodgeball, wat in 2005 werd overgenomen door Google en uiteindelijk in 2009 eindigde. 

## Functionaliteiten
Het doel van de applicatie was tweeledig. Ten eerste wou men via een sociaal netwerk mensen in contact brengen met producten en diensten in de buurt van hun locatie. Zo konden gebruikers bijvoorbeeld winkels en horeca opzoeken en lokaliseren. Het gebruik van reviews speelde hier ook een groot aandeel in.
Daarnaast begon het sociale aspect van de applicatie een steeds grotere rol te spelen. Gebruikers 'checken in' op plaatsen (venues). Hiermee brengen ze hun vrienden op de hoogte van hun locatie. Door deze 'check-ins' verdienen zij bovendien punten (points) en soms badges door in te loggen op venues met speciale tags (steekwoorden) op bijvoorbeeld speciale tijden of binnen een bepaald tijdspatroon. Wanneer een gebruiker vaker heeft ingecheckt op een venue op verschillende dagen dan andere gebruikers binnen een periode van 60 dagen, dan krijgt deze gebruiker de titel Mayor (burgemeester). Voor het behalen van deze titel telt slechts een check-in per dag en de gebruiker dient een profielafbeelding te hebben toegevoegd aan zijn account. Andere gebruikers kunnen de titel Mayor overnemen, wanneer zij vaker hebben ingecheckt dan de huidige burgemeester.
Deze twee toepassingen van de applicatie bleken steeds verder uit elkaar te groeien, waardoor het bedrijf in 2014 de applicatie opsplitste. Aan de ene kant bleef Foursquare de eerste functionaliteit verder zetten. Daarnaast werd Swarm opgericht, dat zich ging focussen op het sociale aspect van de applicatie.

## Historie
Foursquare is in 2009 begonnen met een beperkte beschikbaarheid van het netwerk in de Verenigde Staten. In 2010 veranderde Foursquare dit beleid en werd het netwerk geopend voor gebruikers wereldwijd. In maart 2010 kende Foursquare wereldwijd 500.000 gebruikers.
Momenteel kent Foursquare applicaties voor MeeGo, Symbian, iOS, Android, webOS, Windows Phone 7, Windows Phone 8.1 en BlackBerry OS. Gebruikers van Pocket PC's (Windows Mobile touchscreen) kunnen Foursquare gebruiken via Waze, dat ook te gebruiken is op een Symbian, iPhone, Android of BlackBerry toestel. Gebruikers kunnen ook de mobiele website van Foursquare gebruiken, maar hierbinnen moeten gebruikers zelf venues zoeken. Via de apps gebeurt dit automatisch met behulp van gps.
In februari 2010 maakte het bedrijf bekend nieuwe overeenkomsten aan te zijn gegaan met bedrijven als Zagat, Bravo, Conde Nast, The New York Times en anderen. In Nederland is Selexyz hier een voorbeeld van. Deze bedrijven hebben een eigen pagina op Foursquare, waar zij gebruikers tips aanbieden en soms hebben deze bedrijven eigen badges.
Dankzij een initiatief, dat is ontstaan in Tampa, Verenigde Staten, is 16 april uitgeroepen tot Foursquare Day (Foursquare Dag). and Facebook. De stad Manchester (VS) heeft deze dag officieel Foursquare Day gedoopt.
In mei 2014 werd de opsplitsing met Swarm een feit. Foursquare ging verder als zogenaamde 'city guide' maar legde zich gaandeweg steeds meer toe op het gebruik van locatiegegevens om advertenties te verbeteren. In 2020 vond een fusie plaats met Factual.

## Badges
Badges kunnen worden verdiend door in te checken op verschillende venues. Sommige steden (voornamelijk in de VS) hebben eigen badges, die alleen kunnen worden unlocked (ontgrendeld) in een specifieke stad. Wanneer een gebruiker een badge binnen heeft, blijft deze voor altijd op de profielpagina van de gebruiker staan.
De medewerkers van Foursquare zeggen niet altijd hoe je een badge kunt unlocken. Er is een handvol badges voor nieuwe gebruikers, die vanzelf worden vrijgegeven in de loop van de tijd. Sommige badges zijn alleen te verkrijgen door in te checken op venues met speciale tags. Er zijn ook badges die zijn gekoppeld aan speciale evenementen, data, locaties of steden. Sommige badges gebruiken identieke iconen, maar moeten op verschillende manieren worden unlocked. Sommige badges dragen dezelfde naam, maar moeten op een andere manier worden gebruikt. Het gaat om de badges met de titels Far Far Away, Trifecta en I'm on a Boat

## Superusers
Foursquare kent tien niveaus (levels) van de speciale Superuser Status, niet te verwarren met de Superuser badge. De Superuser Status kan worden behaald door regelmatig venue informatie als adressen, telefoonnummers of Twitter-accounts toe te voegen of te verbeteren.
- Superusers in levels 1-3 kunnen venue informatie aanpassen, locaties als gesloten aanmerken en dubbele locaties doorgeven.
- Superusers in levels 4-7 krijgen naarmate ze in een hoger level komen steeds meer mogelijkheden zoals het bewerken van openingstijden en het bewerken van de geografische attributen.
- Superusers in level 8 hebben het hoogst mogelijke level behaald dat automatisch toegekend wordt. Zij kunnen venues locken, bewerkingen terug draaien en helpen bij vertalingen.
- Superusers in levels 9-10 zijn handmatig toegekend door medewerkers van Foursquare. Zij zijn community ambassadors en werken rechtstreeks samen met de medewerkers van Foursquare.

## Soortgelijk
Sociale netwerken die lijken op het locatie gebaseerde netwerk van Foursquare zijn:
- Brightkite
- Fire Eagle
- Gbanga
- Google Latitude
- Gowalla
- Hotlist
- Scvngr
- Socialight
- Plyce
- Feest.je